# Red'ja
La Red'ja (in russo Редья?) è un fiume della Russia europea nord-occidentale tributario di sinistra del fiume  Lovat'. Scorre nei rajon Poddorskij, Starorusskij e Parfinskij dell'oblast' di Novgorod. Appartiene al bacino del Mar Baltico.

## Descrizione
Il fiume scorre dal lago Rdejskoe, nella zona delle omonime paludi dichiarata riserva naturale da cui ha origine anche il fiume Porus'ja. Per i primi chilometri il fiume è un piccolo corso d'acqua che si snoda tra le paludi nel territorio della riserva. Quindi la velocità della corrente aumenta, le rive si alzano, sono densamente popolate in alcuni punti e vi sono foreste. Ha una lunghezza di 146 km; l'area del suo bacino è di 671 km².
Quasi per l'intera lunghezza il Red'ja scorre a nord-est parallelamente al Porus'ja (a ovest) e al Lovat' (a est). In alcuni punti, il Red'ja si avvicina al Porus'ja a una distanza inferiore a un chilometro e fino a tre chilometri al Lovat'. Il Red'ja non ha grandi affluenti, quindi aumenta lentamente, mantenendo una larghezza di 8-15 metri per quasi tutta la sua lunghezza. Nel corso inferiore la velocità della corrente diminuisce, sfocia nel Lovat' all'altezza del suo delta, due chilometri a monte del Polist'.
Ci sono 26 insediamenti sulle rive del Red'ja, il più grande dei quali è il villaggio di Poddor'e, centro amministrativo del distretto Poddorskij.